# World Literature Today
World Literature Today est une revue littéraire et culturelle américaine bimensuelle publiée par l'université d'Oklahoma.